# إعكورن
بلديةُ إِعَكُّورَن الجزائريةُ إحدى بلديات دائرة العَزَازِقَة في ولاية تِيزِي وَزُّو. أكثرُ سكانها من عَرْشِ بني غبري، ويُدعَون العَكُّورِيِّين. تُعرف أرض العكوريين بغاباتها التي تكاد تبلغ نصف مساحة البلدية (47 في المئة).

## التعليم
المدارس الابتدائية وعددها (10)وهي :
01 أيت عيسي .
02 أيت بوهني .
03 الاخوة قوجيل أزرو .
04 الاخوة مهادي.
05 مدرار أرزقي .
06 بومنصور .
07 بقوب .
08 تيغيلت بوكساس .
09 ثيزي تغيط .
10 شبل .
الاكماليات[مبهم] أو المآمن[مبهم] وعددها (02) وهي :
01 مأمن بلامين .
02 مأمن الاخوة شمام .
الثانويات وعددها (01)
ثانوية واحدة .

## مواضيع ذات صلة
- بلديات ولاية تيزي وزو
- دوائر ولاية تيزي وزو